# Miorița
La miorița (en català: L'ovelleta; en anglès: The Little Ewe) és una vella bal·lada pastoral romanesa considerada com una de les peces més importants de folklore romanès. Té diverses versions amb contingut bastant diferent. Un d'aquests va ser seleccionat per Vasile Alecsandri per formar el llibre de text de referència.

## Contingut
La situació és senzilla: tres pastors (un moldau, un transsilvà i un vrâncean) es troben mentre cuiden els seus ramats. Una ovella aparentment encantada que pertany al noi moldau diu al seu amo que els altres dos estan complotant assassinar-lo per robar-li els bens.
El pastor respon que, si això passés, l'ovella hauria de demanar als seus assassins que enterressin el seu cos al corral. A continuació, també hauria de dir a la resta de les seves ovelles que s'ha casat amb una princesa durant una cerimònia a la qual hi assistien els elements de la natura i marcada per la caiguda d’una estrella. Tot i això, no hi ha cap metàfora de ritu de pas amb manifestacions celestials en la versió de la història que l’ovella ha d'explicar a la mare del pastor, només ha de saber que el seu fill s’ha casat amb una princesa.
Aquest poema va ser citat àmpliament per Patrick Leigh Fermor en el seu relat de la segona part d'un viatge a peu des d'Holanda fins a Constantinoble el 1933-34. Inclou una traducció parcial a la qual es refereix com a "destructor però força precís". Això es va fer més tard durant una estada prolongada abans del setembre de 1939 a l'est de Romania.

## Llegat
La Miorița és una referència habitual a la novel·la "La meva espasa està cantant" de Marcus Sedgwick.
La Miorița té un paper fonamental a la novel·la "El bosc prohibit" de Mircea Eliade.